# Alianza del Pueblo (Islas Salomón)
La Alianza del Pueblo es un partido político de las Islas Salomón, creado en 1979 por la unión del Partido de la Alianza Rural y el Partido Progresista del Pueblo. Dirigido por Solomon Mamaloni, obtuvo 10 de los 38 escaños en las elecciones generales de 1980 y Mamaloni se convirtió en líder de la oposición.
En las elecciones legislativas de 2001 el partido consiguió 20 escaños de los 50 posibles. Con esta victoria, el líder del partido, Allan Kemakeza, se convirtió en primer ministro. La labor de gobierno del partido fue castigada duramente en las urnas en las siguientes elecciones de 2006, quedándose el partido en nueve escaños, seis de ellos como independientes. La derrota obligó a Kemakeza a dimitir del puesto de primer ministro.